# St. Martin (Garmisch-Partenkirchen)

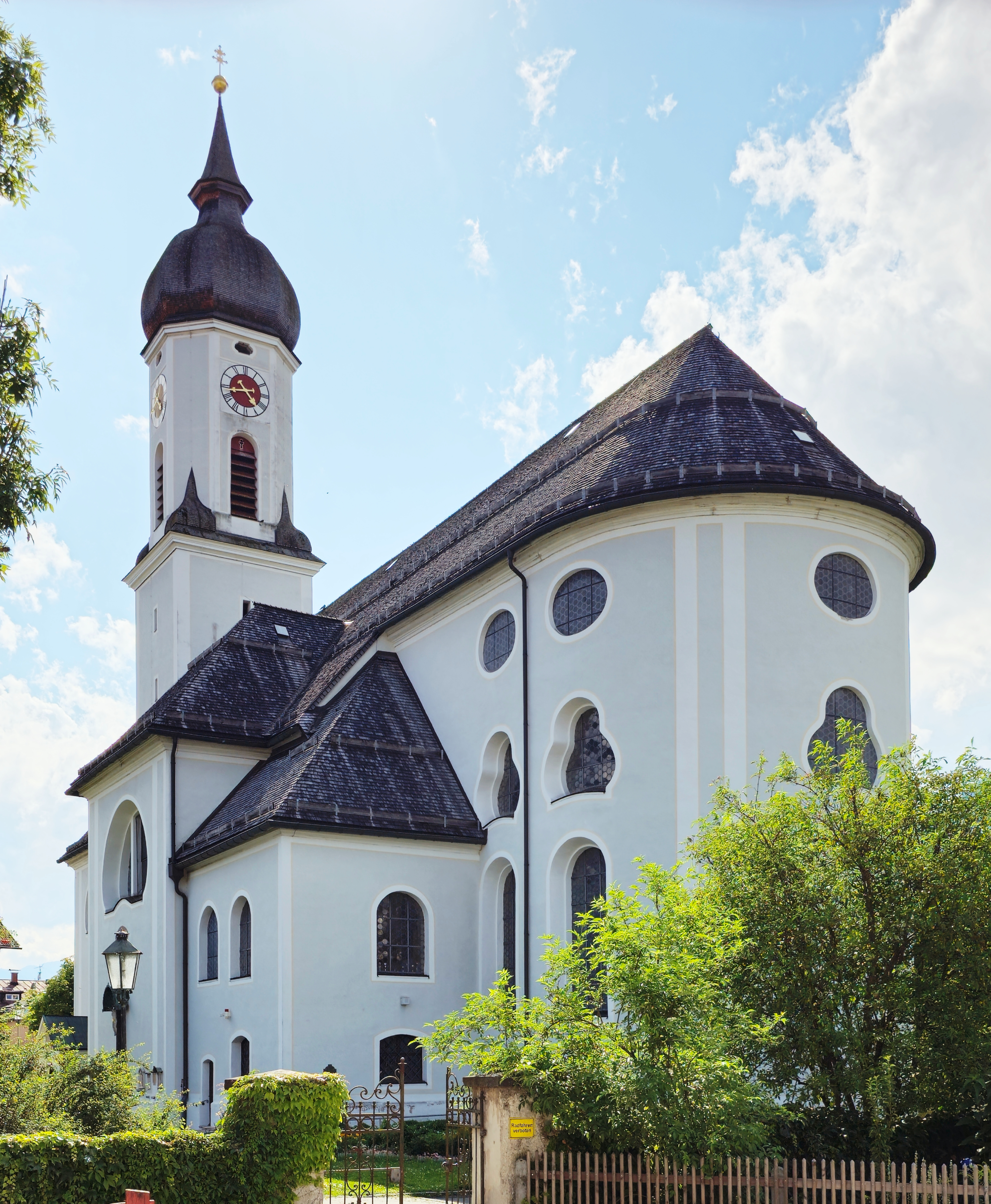
Die Pfarrkirche St. Martin mit renovierter Außenfassade und Zwiebelhaube

St. Martin, Kirchenschiff mit Blick zur Apsis

St. Martin ist die katholische Pfarrkirche von Garmisch im oberbayerischen Markt Garmisch-Partenkirchen. Sie ist ein Beispiel des süddeutschen Barock und wurde 1730 bis 1734 von Joseph Schmuzer erbaut. Die Deckengemälde stammen von Matthäus Günther, die Fresken neben der Orgelempore von Franz Seraph Zwinck.

## Geschichte
Um 750 bekehrten irische und schottische Mönche das bayerische Oberland zum Christentum. Es wird vermutet, dass auch in dieser Zeit eine Holzkirche in Garmisch errichtet wurde. Ihr Patron ist der heilige Martin, der bedeutendste Heilige im Frankenreich. Im Zeitalter der Romanik musste sie einem steinernen Neubau weichen. Im 18. Jahrhundert war die Kirche für die Gemeinde zu klein geworden. Daher entschloss man sich zu einem Neubau südlich der Loisach am Rande des Loisachgries auf dem Nikolausanger. Nach der Grundsteinlegung am 15. August 1730 durch Prälat Patritius, den Propst von Rottenbuch, wurde die neue Pfarrkirche in den Jahren 1730–34 durch den Wessobrunner Baumeister Joseph Schmuzer errichtet. Die anstelle einer Nikolauskapelle erbaute geostete Saalkirche ist im typischen süddeutschen Barock gehalten. Der Dachstuhl konnte am 22. Oktober 1732 aufgestellt werden. Ein Jahr später wurden die Gerüste abgebrochen. Am 23. September erfolgte die Weihe der neuen Pfarrkirche. Als Patrozinium wählten die Erbauer wie bei der Alten Kirche die Schutzherrschaft des Heiligen Martins aus. Von den ursprünglich zwei geplanten Kirchtürmen wurde nur einer errichtet, da der Freisinger Fürstbischof und Landesherr über Garmisch und der Grafschaft Werdenfels nur einen Turm genehmigte. Die gesamten Baukosten beliefen sich auf 12.000 Gulden. Außerdem erbrachte die Bevölkerung umfangreiche freiwillige Leistungen in Form von Hand- und Spanndiensten. Die Steine für den Neubau kamen von der 1730 abgebrochenen Burg Werdenfels.

Langhausgewölbe mit den Deckenfresken

Blick in den Altarraum mit dem Hochaltar

Seit 2007 wurde die Kirche umfangreich saniert. Nach der Dach- und Fassadensanierung folgte die Sanierung des Innenraums mit den Decken- und Wandfresken sowie der technischen Ausstattung im Jahre 2010. Dabei stellten die Sanierer massive Schäden am Holzfußboden unter den Kirchenbänken fest. Der Abschluss der Sanierungsmaßnahmen erfolgte im Jahr 2011.
Die Kosten der Renovierung beliefen sich auf etwa 4 Millionen Euro. Das Erzbistum München und Freising trug mit 3,1 Millionen Euro den Hauptanteil. Die Pfarrgemeinde St. Martin in Garmisch beteiligte sich mit 750.000 Euro. Der Fehlbetrag wurde mit Spenden ausgeglichen.
Am 5. Juli 2025 gab es einen Brandanschlag in der Kirche, bei dem mehrere Altäre beschädigt wurden.

## Architektur
Die „neue“ Pfarrkirche St. Martin in Garmisch ist eine spätbarocke Saalkirche mit querhausartigen Kapellen und eingezogenem Chor. Der dreijochige Gemeinderaum, der durch schlanke korinthische Doppelpilaster gegliedert wird, wirkt hell und weit. Das Gebälk über den Pilasterkapitellen beschränkt sich auf kurze Gebälklagen. Rundbogenfenster und breite, geschwungene Halbrundfenster sorgen für ausreichend Licht. Im Westen liegen Musikempore und – darüber – die kleinere Orgelempore. Charakteristisch für St. Martin ist die Wölbung. Die einzelnen Gewölbefelder sind gebust, das heißt die Gewölbemitte liegt höher als der Scheitel des Gurtbogens. Die als Querarme wirkenden Kapellen schließen gerade, werden von Quertonnen gedeckt, sind in den Ecken allerdings gerundet und besitzen geschwungene Thermenfenster. An der Kapellenostwand liegt jeweils ein Oratorienbalkon. Da die Wölbung im Gemeinderaum einen flacheren Querschnitt hat als jene im Chor, ergibt sich für den zum Chor hinführenden Triumphbogen keine konzentrische Form. Der Chor besteht aus einem querrechteckigen, von einer Stichkappentonne gedeckten Joch mit Oratorienbalkonen und dem überkuppelten Altarhaus. Im Altarhaus liegen über den Rundbogenfenstern geschwungene Dreipassfenster. Der Kirchenraum ist eher breit proportioniert, wirkt aber durch die energische Führung der Gurtbögen vorzüglich straff.

## Ausstattung
Die Deckengemälde erstellte Matthäus Günther und die Freskobilder stammen von Franz Zwinck. Der Hochaltar ist eine Säulen-Gebälk-Architektur korinthischer Ordnung. Seine sechs Säulen tragen ein vielfach verkröpftes Gebälk. Darüber erhebt sich der von Volutenstützen gerahmte Altarauszug, der von der Gottesmutter in der Strahlenglorie bekrönt wird. Das Gebälk von Altar und Auszug ist gebrochen. Auf den Gebälkfragmenten des Altars sitzen Trompeten blasende Engelfiguren. Das von Martin Speer aus Regensburg stammende Altarblatt zeigt die Mantelteilung des Heiligen Martin (1734). Im Sockelbereich des Hochaltars steht der aufwändig vergoldete Tabernakel. Vergoldete Holzstatuen der Heiligen Petrus und Paulus, geschaffen von dem Füssener Anton Sturm, stehen beiderseits des Altarbilds (1734). Die viersäuligen Seitenaltäre am Choreinzug stammen von 1752. Franz Xaver Schmädl aus Weilheim schuf sie. Die Kapellenaltäre an den Stirnseiten vom Ende des 18. Jahrhunderts zeigen bereits die Beruhigung der Formen, die auf den nahenden Klassizismus weist.

## Orgel

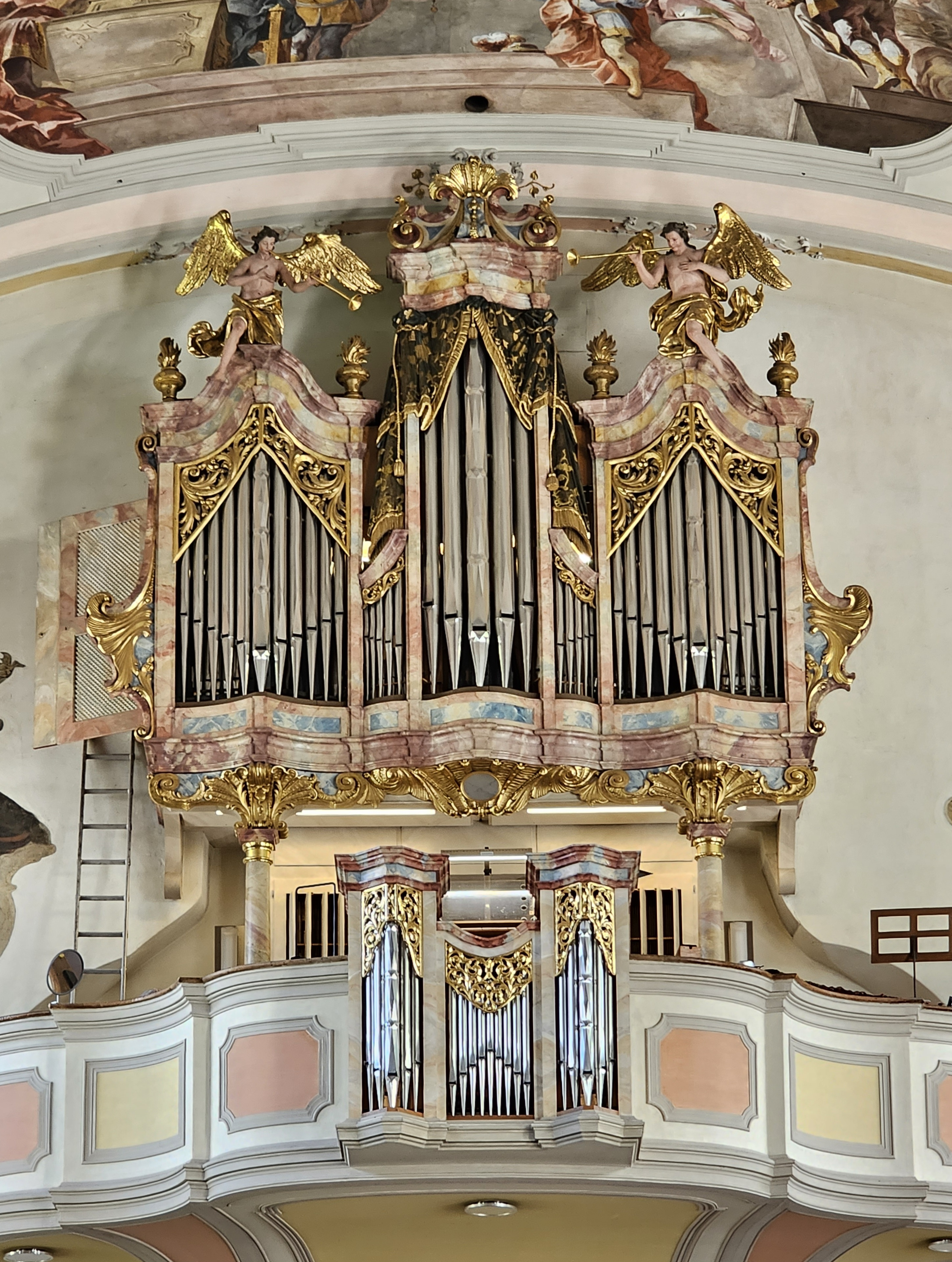
Orgelempore

Die Orgel wurde 1978 von dem Orgelbaumeister Gerhard Schmid (Kaufbeuren) errichtet. Das Schleifladen-Instrument hat 29 Register über drei Manualwerke und Pedal. Die Spiel- und Registertrakturen sind mechanisch.
| I Rückpositiv C–g3 |                  |      |
| 1.                 | Holzgedackt      | 8′   |
| 2.                 | Quintade         | 8′   |
| 3.                 | Prinzipal        | 4′   |
| 4.                 | Kleinpommer      | 2′   |
| 5.                 | Oktave           | 1′   |
| 6.                 | Cymbel III       | 1⁄2′ |
| 7.                 | Messingkrummhorn | 8′   |
|                    | Tremulant        |      |

| II Hauptwerk C–g3 |               |       |
| 8.                | Gedacktpommer | 16′   |
| 9.                | Prinzipal     | 8′    |
| 10.               | Spitzflöte    | 8′    |
| 11.               | Oktave        | 4′    |
| 12.               | Waldflöte     | 2′    |
| 13.               | Mixtur V      | 1 ⁄3′ |
| 14.               | Trompete      | 8′    |

| III Schwell-Brustwerk C–g3 |             |        |
| 15.                        | Koppelflöte | 8′     |
| 16.                        | Spitzgamba  | 8′     |
| 17.                        | Blockflöte  | 4′     |
| 18.                        | Nasat       | 2 ⁄3′  |
| 19.                        | Prinzipal   | 2′     |
| 20.                        | Terz        | 1 3⁄5′ |
| 21.                        | Septime     | 8⁄7′   |
| 22.                        | Scharf III  | 1′     |
|                            | Tremulant   |        |

| Pedalwerk C–f1 |              |         |
| 23.            | Subbass      | 16′     |
| 24.            | Quintbass    | 10 2⁄3′ |
| 25.            | Oktavbass    | 8′      |
| 26.            | Großterz     | 6 2⁄5′  |
| 27.            | Choralbass   | 4′      |
| 28.            | Rauschpfeife | 2 ⁄3′   |
| 29.            | Posaune      | 16′     |

- Koppeln: I/II, III/II, I/P, II/P, III/P

## Geläut
Der Kirchturm beherbergt ein monumentales Geläut, was man in deutschen Regionen meist nur in Kathedralen vermutet, bestehend aus acht Bronze-Glocken. Sieben wurden 1958 von Karl Czudnochowsky in Erding gegossen, Glocke 6 ist eine historische Glocke von 1513.
|             | Glocke 1 | Glocke 2 | Glocke 3 | Glocke 4 | Glocke 5 | Glocke 6 | Glocke 7 | Glocke 8 |
| ----------- | -------- | -------- | -------- | -------- | -------- | -------- | -------- | -------- |
| Durchmesser | 1896 mm  | 1510 mm  | 1255 mm  | 1120 mm  | 980 mm   |          | 795 mm   | 648 mm   |
| Gewicht     | 4040 kg  | 2062 kg  | 1095 kg  | 785 kg   | 590 kg   | 600 kg   | 325 kg   | 175 kg   |
| Schlagton   | as0+2    | c1−1     | es1+0    | f1+0     | as1+3    | b1+2     | c2+2     | es2+1    |

## Denkmalschutz
Pfarrkirche steht unter Denkmalschutz und ist unter dem Aktenzeichen D-1-80-117-172 in der Denkmalliste des Bayerischen Landesamtes für Denkmalpflege erfasst. Der Denkmalschutz gilt auch für den Friedhof und die Friedhofsmauer.